# Kovács István (labdarúgó, 1953)
Kovács István, (Salgótarján, 1953. április 21. – 2020. december 21. vagy előtte) válogatott magyar labdarúgó, csatár.

## Pályafutása

### Klubcsapatban
1964-ben a Nagybátonyi SK csapatában kezdte a labdarúgást, ahol apja volt a klub elnöke. 1971-ben igazolt az élvonalbeli Salgótarjáni BTC csapatához, ahol az első idényben a csapattal bronzérmes lett a bajnokságban. 1975-ben a Vasas játékosa lett. 1976-ban a válogatottban is bemutatkozott. A Vasas 1976-77-es bajnokcsapatának tagja volt. 1979 és 1982 között a Tatabánya labdarúgójaként egy-egy bajnoki ezüst- és bronzérmet szerzett.
Ezt követően több csapatban is megfordult. Játszott a Salgótarjáni TC, a Salgótarján Síküveggyár, az Eger SE és a svájci FC Malley csapatában. 1986-ban ismét a Vasas játékosa volt egy rövid időszakra és tagja lett a kupagyőztes csapatnak. Az aktív labdarúgást ebben az évben fejezte be.

### A válogatottban
1976 és 1980 között 10 alkalommal szerepelt a válogatottban és egy gólt szerzett. 10-szeres utánpótlás válogatott (1973–80), 11-szeres egyéb válogatott (1973–81, 1 gól) és ötszörös B-válogatott (1976–81).

## Sikerei, díjai
- Magyar bajnokság
  - bajnok: 1976–77
  - 2.: 1980–81
  - 3.: 1971–72, 1981–82
- Magyar kupa (MNK)
  - győztes: 1986

## Statisztika

### Mérkőzései a válogatottban
| Magyarország | Magyarország      | Magyarország                      | Magyarország  | Magyarország | Magyarország  | Magyarország | Magyarország | Magyarország |
| #            | Dátum             | Helyszín                          | Hazai         | Eredmény     | Vendég        | Kiírás       | Gólok        | Esemény      |
| ------------ | ----------------- | --------------------------------- | ------------- | ------------ | ------------- | ------------ | ------------ | ------------ |
| 1.           | 1976. április 30. | Lausanne, Olimpiai Stadion        | Svájc         | 0 – 1        | Magyarország  | barátságos   | -            |              |
| 2.           | 1977. március 27. | Alicante, Estadio José Rico Pérez | Spanyolország | 1 – 1        | Magyarország  | barátságos   | -            | 59'          |
| 3.           | 1977. április 13. | Budapest, Népstadion              | Magyarország  | 2 – 1        | Lengyelország | barátságos   | -            | 72'          |
| 4.           | 1977. április 20. | Budapest, Népstadion              | Magyarország  | 2 – 0        | Csehszlovákia | barátságos   | 1            | 60'          |
| 5.           | 1977. április 30. | Budapest, Népstadion              | Magyarország  | 2 – 1        | Szovjetunió   | vb-selejtező | -            |              |
| 6.           | 1977. május 18.   | Tbiliszi                          | Szovjetunió   | 2 – 0        | Magyarország  | vb-selejtező | -            |              |
| 7.           | 1977. május 28.   | Budapest, Népstadion              | Magyarország  | 3 – 0        | Görögország   | vb-selejtező | -            | 84'          |
| 8.           | 1978. október 11. | Budapest, Népstadion              | Magyarország  | 2 – 0        | Szovjetunió   | Eb-selejtező | -            | 69'          |
| 9.           | 1978. október 29. | Szaloniki, Kaftanzogliu-stadion   | Görögország   | 4 – 1        | Magyarország  | Eb-selejtező | -            | 66'          |
| 10.          | 1980. április 30. | Kassa                             | Csehszlovákia | 1 – 0        | Magyarország  | barátságos   | -            | 63'          |
|              | Összesen          |                                   |               | 10           | mérkőzés      |              | 1            | gól          |